# Всемирный голый велопробег

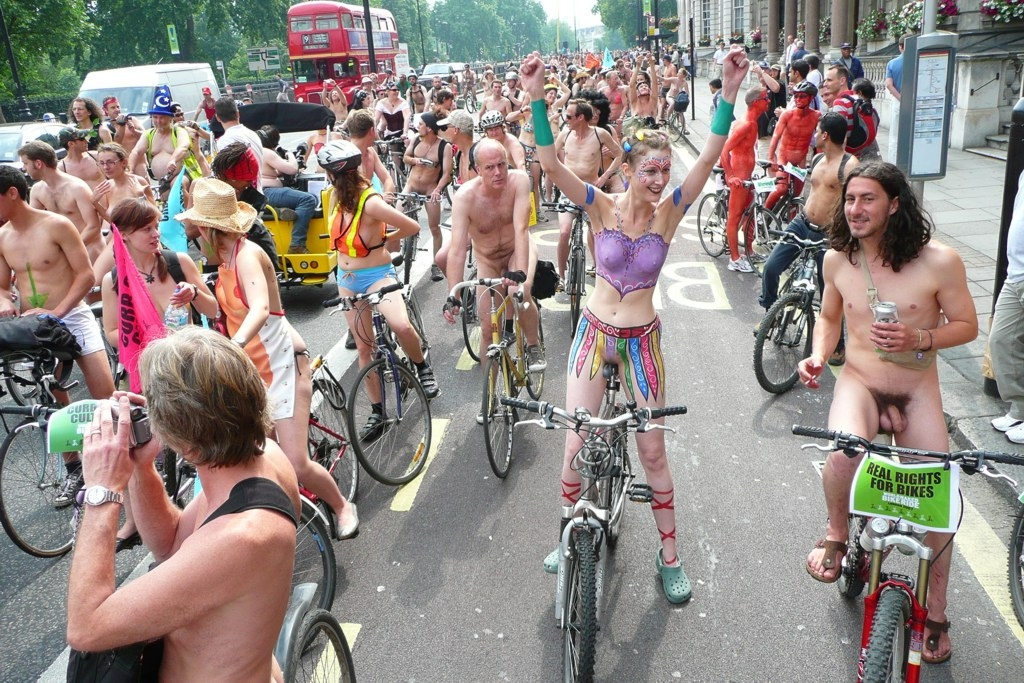
Участники Всемирного голого велопробега в Лондоне (2007)

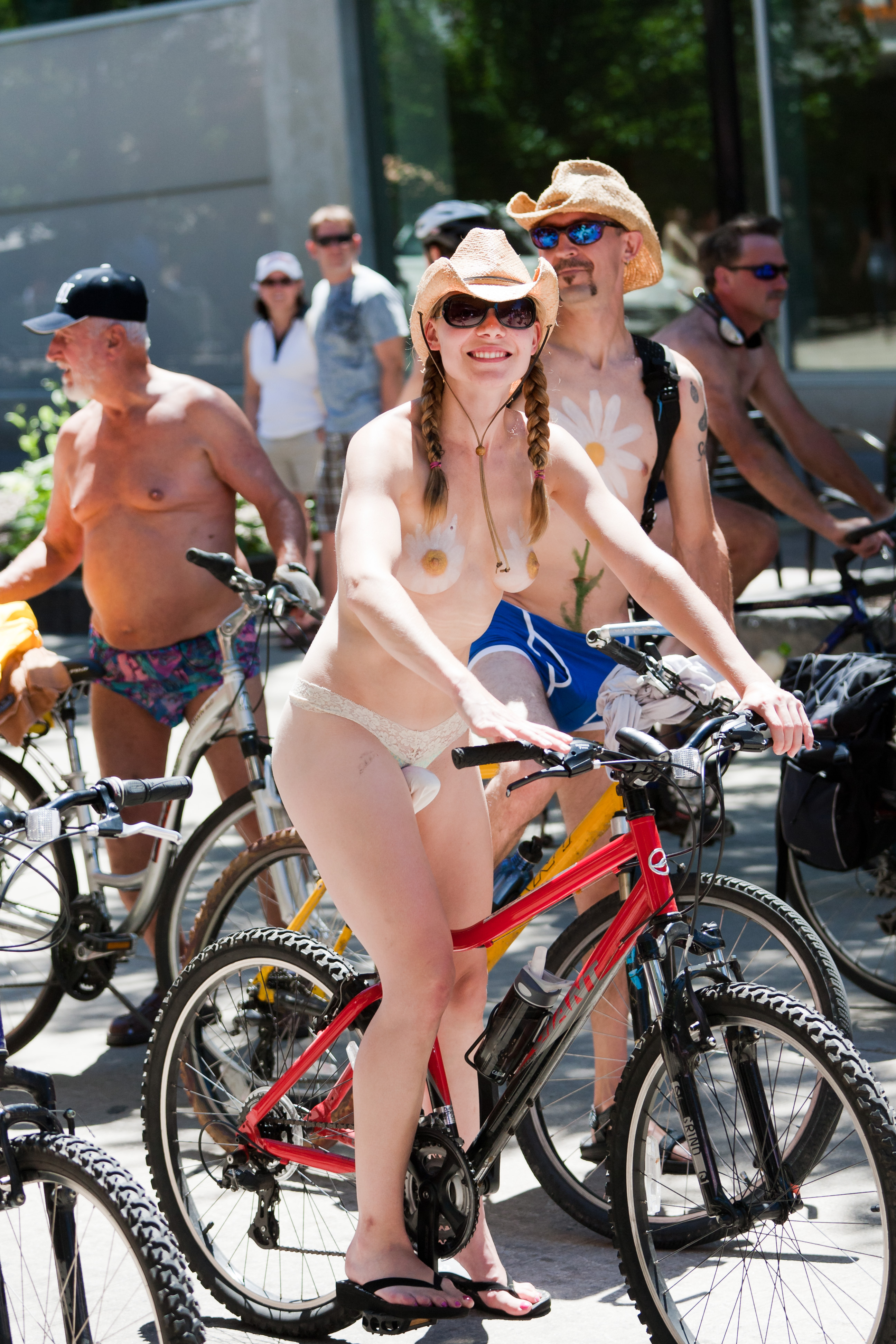
Участники Всемирного голого велопробега в Мэдисон, Висконсин (2010)

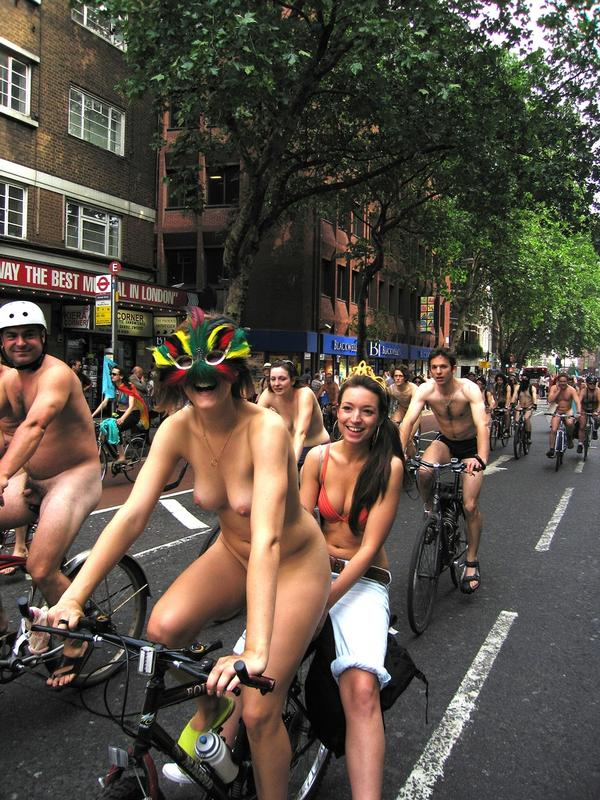
Полная нагота не является обязательной, некоторые участники прикрывают интимные органы

Всемирный голый велопробег (англ. World Naked Bike Ride (WNBR)) представляет собой массовый международный велопробег без одежды (либо с минимальным её количеством), на котором участники передвигаются на транспортных средствах, приводимых в движение мускульной силой человека (преимущественно, на велосипедах, хотя ролики и скейты также используются), с целью донести окружающим «видение чистого, безопасного и тело-позитивного мира». Дресс-код можно описать слоганом: «(Будь) настолько гол, насколько смел». Полная и частичная нагота приветствуется, но не является обязательной во время пробега. Нет обязательного требования прикрывать интимные части тела — это то, что отличает Всемирный голый велопробег от других веломероприятий.
Поощряется экспрессивный креатив, который создаёт атмосферу пробега и притягивает внимание СМИ. Боди-арт, к примеру, является общей формой самовыражения, также как и костюмы, оригинальные велосипеды, бумбоксы, горны, мегафоны, сирены, музыкальные инструменты и другие «производители шума». Мероприятия Всемирного голого велопробега становятся событиями сами по себе, часто на них выступают музыкальные группы, диджеи, также принимают участие художники (боди-арт), живые скульптуры, политики. Эту форму критической массы часто относят к форме политического протеста, уличного театра, эксгибиционизма, натуризма, что и привлекает широкие массы участников.

## История

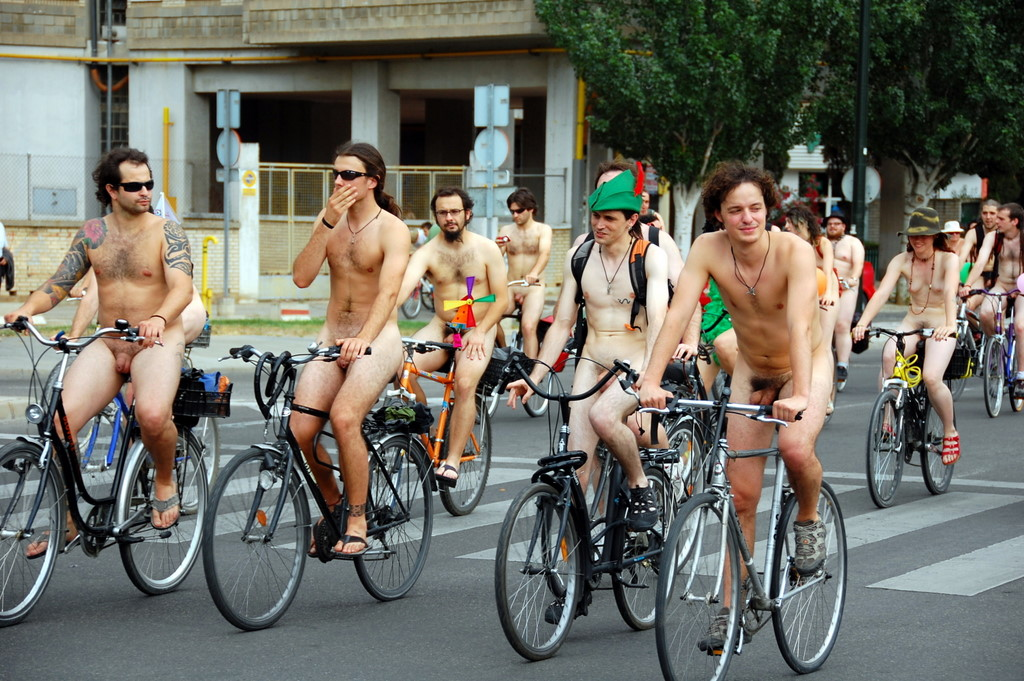
Сарагоса была первым городом, где состоялся голый велопробег. На фото — участники Всемирного голого велопробега в 2009 году в Испании.

В 2003 году Конрад Шмидт задумал Всемирный голый велопробег после организованного группой «Художники за мир/Художники против войны (AFP/AAW)» голого велопробега, состоявшегося ранее в том же году, и приведшего к созданию партии Work Less Party of British Columbia.
Всемирный голый велопробег стремительно распространялся по миру благодаря совместной работе групп активистов и отдельных людей. Первый Всемирный голый велопробег 2004 года состоял из акций WNBR group (12 июня) и Manifestación Ciclonudista в Испании (19 июня), посвящённых дню летнего солнцестояния. С того времени акции проходят в феврале и марте (преимущественно в Южном Гемпшире). В другие времена года также проходили велопробеги. В Германии его проводила FKK (Freie Körper Kultur), в Сиэтле организаторами выступили Fremont riders, в Испании — Ciclonudista, в Канаде — организация «Художники против войны».
К первому Всемирному голому велопробегу в июне 2004 года две независимые организации — AFP/AAW и Manifestación Ciclonudista — организовали очень похожие политические акции с практически идентичными лозунгами протеста против нефтяной зависимости. Несмотря на схожие политические идеи, ни одна из организаций не знала о другой, хотя акции и готовились несколько месяцев.
Первоначально Всемирный голый велопробег протестовал против зависимости человечества от нефтепродуктов. В 2006 году произошёл сдвиг в сторону упрощения лозунгов и активной пропаганды велоспорта.
В 2004 году Всемирный голый велопробег охватил 28 городов в десяти странах на четырёх континентах. К 2010 году мероприятие прошло в 74 городах в 17 странах, от США до Великобритании, от Венгрии до Парагвая.

## Цели

### Совместное использование дорог
Противники подобных массовых мероприятий заявляют, что подобные акции вызывают заторы на дорогах, на что сторонники отвечают: «Мы не останавливаем траффик, мы сами — траффик». Critical Mass и другие группы велоактивистов призывают к повышению осведомлённости велосипедистов, ведь многие любители велосипеда погибают или получают тяжёлые травмы во время передвижения по дорогам. Участники призывают к тому, чтобы улицы были более безопасными, а общество — «велопозитивным».

### Здоровье, эффективность и устойчивость
Участники считают, что многие люди не в силах понять, что велосипед — это наиболее эффективное средство личного транспорта. Вместо этого, по их мнению, общество подчинено стандартным ценностям, желанию владеть дорогими, опасными, громкими и загрязняющими окружающую среду автомобилями. Нефть стала заветным товаром, причиной войн и изменения климата.
Цель Всемирного голого велопробега перекликается с целью организации «Критическая масса» — пропаганда велосипедного транспорта, возобновляемых источников энергии, отдыха, пешеходного общества и ответственного отношения к экологии в XXI веке. Участники отмечают многие преимущества жизни без автомобиля: уменьшение выбросов CO2, бесплатные парковки и общее чувство Свободы.

### Методология
Некоторые велосипедные активисты критиковали организаторов Всемирного голого велопробега за банальность поднятия вопросов нефтяной зависимости, равноправия велосипедистов на дорогах и автомобильной культуры в целом. Организаторы могут возразить, что понятия «веселье» и «связи с общественностью» не являются взаимоисключающими. Творческая защита стимулирует людей задуматься над вопросами. Они утверждают, что, занимая полосы, предназначенные для автомобилей, а не для велосипедов, снимая одежду и отвергая стыд наготы, они протестуют против образа жизни, от которого следует отказаться. Они считают, что заставить людей смеяться и улыбаться — отличный способ для знакомства и свободного обмена идеями.

### Значимость «тело-положительности», изображение тела и оскорбления

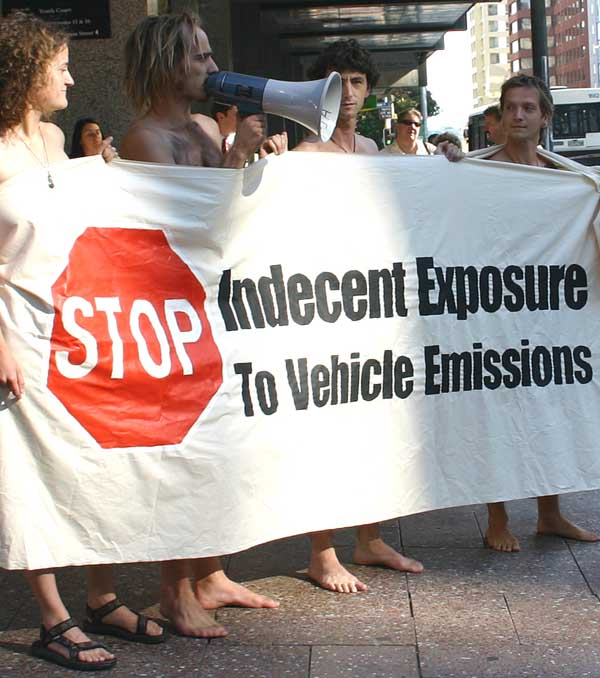
Демонстранты окружили здание суда 17 февраля 2005 года, протестуя против ареста Simon Oosterman (второй слева), организатора акции 2005-го года в Окленде

Велопробег подвергался критике со стороны тех, кто не воспринимает голых или топлесс людей. Те, кого оскорбляет обнажённое тело, считают, что подобные мероприятия должны проходить в специально отведённых местах или в специально оговоренное время, также они заявляют, что участники Всемирного голого велопробега стремятся к эксгибиционизму или даже к пропаганде аморальности.
Участники в свою очередь утверждают, что несексуальная, красочная и творческая нагота в зажатом обществе — это способ напомнить людям про некоторые основные свободы жизни, которые большинство людей коллективно предали, не задумываясь о последствиях. Они утверждают, что Всемирный голый велопробег декларирует телоположительные принципы: вести здоровый образ жизни в гармонии с окружающей средой, а не против неё; уважать природную красоту и разнообразие человеческих тел; создавать и нести в массы положительный образ; отказаться от стыда. Организаторы считают, что Всемирный голый велопробег — это не просто протест против нефтяной зависимости, это велопробег осознания собственных возможностей.

### Легальность публичной наготы
Обеспечение порядка во время велопробегов варьируется в зависимости от местных законов, локальной политики полиции и местных культурных обычаев. В некоторых случаях полиция поддерживает мероприятие и содействует его проведению, контролирует движение на перекрёстках в Лондоне (до 2009), Брайтоне и Портленде, штат Орегон. В других случаях полиция занимает более нейтральную позицию, просто мониторя процесс. Иногда, например, в Оттаве полиция пытается остановить пробег или заставить участников надеть хоть какую-нибудь одежду.

#### Аресты и штрафы
Аресты во время проведения Всемирного голого велопробега случаются редко. В 2005 в Северном Конвее, штат Нью-Гемпшир, по обвинению в «непристойном обнажении и распутстве» были арестованы двое мужчин. Они согласились с обвинением в хулиганстве и правомерностью штрафа в 300 долларов, большая часть которых была оплачена Фондом правовой защиты организации. В 2005 году в Чикаго шести мужчинам были предъявлены обвинения в общественной непристойности, а позднее состоялось судебное разбирательство, грозившее штрафными санкциями или даже тремя месяцами судебного надзора. Во время Всемирного голого велопробега 12 июня 2010 года двое мужчин были арестованы сотрудниками полиции кампуса в Western Washington University в Бэллингэме, штат Вашингтон.

#### WNBR’s successful cultural and legal precedent

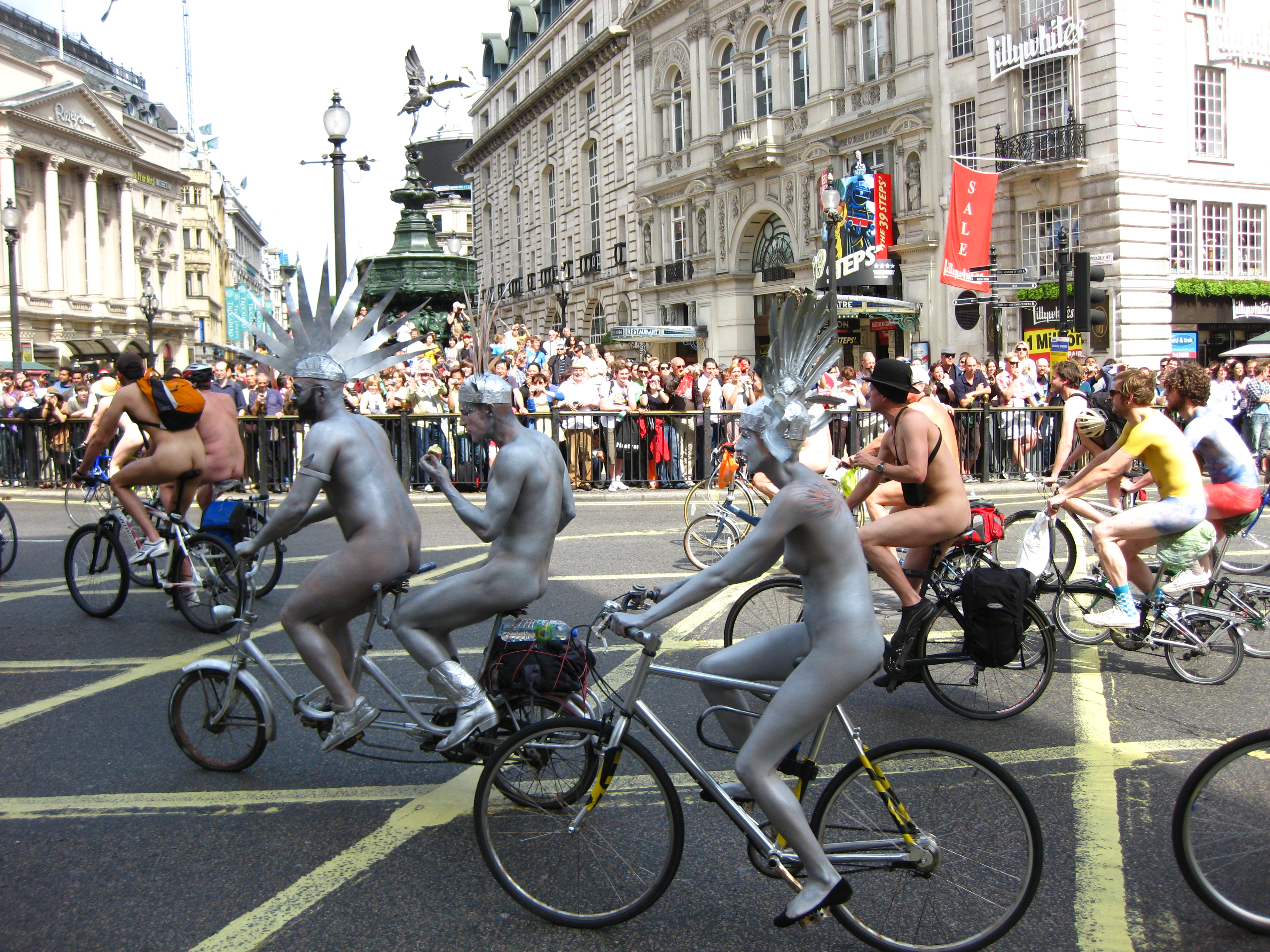
Боди-арт очень популярен во время Всемирного голого велопробега

Большинство мероприятий Всемирного голого велопробега имели культурные и правовые проблемы.
Законы о наготе часто расплывчаты и встречают трудности в повседневной жизни. Так как во время проведения Всемирного голого велопробега одежда является опциональной, организаторы призывают тех, кто чувствует себя неловко или же опасается правовых проблем, не обнажаться полностью. Некоторые участники используют боди-арт, жидкий латекс, «стратегически» расположенные предметы, нижнее бельё и клейкую ленту, чтобы прикрыть интимные части тела. Например, трико телесного цвета с преувеличенными частями тела были использованы в Сиэтле в 1999 году организацией Fremont Arts Council во время Парада летнего солнцестояния. Организаторы приветствуют творчество и воображение, будь участники полностью обнажёнными или нет.
В некоторых городах существуют ограничения на обнажение в общественных местах, а некоторые культуры имеют жёсткие ограничения на публичную наготу. Однако законы большинства прогрессивных обществ написаны ради того, чтобы препятствовать деятельности, которая может шокировать или оскорбить. Многие законы о наготе зависят от концепции «непристойного обнажения». Участники могут возразить, что нет ничего неприличного в голом теле человека, и заявить, что единственная неприличная вещь — это сами законы о наготе.
Саймон Устерман, организатор Всемирного голого велопробега 2005 года в Окленде, который был первым, кого арестовали во время проведения этого мероприятия, призывал идти дальше и переосмыслить вопрос о нефтяной зависимости. Он призывал: «Остановите непристойные выбросы транспортных средств!». Несмотря на публичное обнажение, Устерман был оправдан Оклендским районным судом в 2006 году. После слушания доказательств судья отклонил обвинение.
Организаторы проводят велопробеги в общественных местах для достижения наибольшего резонанса. События часто анонсируются через Интернет, а также путём размещения объявлений в местных СМИ.

## Книги
- Sustainability and Cities: Overcoming Automobile Dependence (Paperback) by Peter Newman, Jeffrey Kenworthy (Island Press, February 1999) ISBN 1-55963-660-2
- The Offense of Public Nudity by Mark Storey

## Фильмы
- World Naked Bike Ride (31 минута, Великобритания, 2006) — фильм режиссёра Джонни Запатоса и сценариста Джона Сноу, High Altitude Films.
- Indecent Exposure to Cars: The story of the World Naked Bike Ride (external link), фильм режиссёра Конрада Шмидта

### Официальные ссылки
- World Naked Bike Ride official site